# Эттерсбург
Эттерсбург (нем. Ettersburg) — община в Германии, в земле Тюрингия. 
Входит в состав района Веймар. Подчиняется управлению Берльштедт. Население составляет 574 человека (на 31 декабря 2010 года). Занимает площадь 2,92 км².